# Vilkku Joukahainen
Vilkku Joukahainen (né Vilhelm Seppä le 19 avril 1879 à Vehkalahti et mort le 27 mars 1929 à Hamina) est un homme politique finlandais,,. 

## Biographie
Il est directeur par intérim de l'université populaire de Savonie centrale de 1902-1903 et 1905 et professeur d'école primaire à Tuusula en 1904 et à Hamina de 1904 à 1919.
Dans l'esprit romantique national, Vilkku transforme le nom de sa ferme d'origine (Jouhikainen, Joukainen) en son nom de famille Joukahainen évoquant le Kalevala. 
En fait, il n'était pas le descendant biologique des Joukainen (Jouhikainen) de Virolahti.
Vilkku Joukahainen est le rédacteur en chef du magazine Koitar à Hamina 1904-1905, journaliste du  magazine Kansakoulu de 1909 à 1919, journaliste de Maakansa en 1913-1914, le rédacteur en chef du magazine Maaseutu en 1916-1920, journaliste de Maan ääni en 1919-1920, le rédacteur en chef du magazine Turunmaa et 1923-1923 et rédacteur en chef du magazine Suomen talonpoika 1924-1925.

## Carrière politique
Vilkku Joukahainen est député de la circonscription de l'Est du comté de Viipuri (fi) du 1er novembre 1917 au 30 avril 1924.
Vilkku Joukahainen est ministre de l'Intérieur du gouvernement Kallio I (14.11.1922–18.01.1924).
Il est aussi ministre des Affaires sociales des gouvernements Erich (15.03.1920–09.04.1921),  Vennola II (09.04.1921–02.06.1922) et Tulenheimo (31.03.1925–31.12.1925),.

## Ses écrits
Comme écrivain, il a aussi utilisé les pseudonymes Sakari Pyysalo et Vilho Rautseppä.
- (fi) Iltapäiväpakina Paljakan tuvassa, Raittiuden ystävät, Kuopio 1902

- (fi) Wilkku Joukahainen, Haminan raittiusyhdistys 1884–1904, Haminan raittiusyhdistys, 1904

- (fi) Sakari Pyysalo, Harjotelmia, Otava, 1906

- (fi) Sakari Pyysalo, Ihmisen poika: nykyajan lauluja, Otava, 1906

- (fi) Harjotelmia: kaksikymmentä runoa, Hamina, Alfred Lagerbom, 1907

- (fi) Sakari Pyysalo, Tuomas Ronkainen: kaksinäytöksinen näytelmä, Karisto 1910, coll. « Seuranäytelmiä n:o 120 »

- (fi) Elon juhla: runoja kahden vuosikymmenen varrelta, Hamina, 1918

- (fi) Vilho Rautseppä (ill. Eeli Jaatinen), Kylpymatka : suvisia säeleikitelmiä, Otava, 1928

- (fi) Pikkuinen Matti  (ill. R. Kivit), WSOY, 1938